# 中山快速公交
中山快速公交（英語：Zhongshan Bus Rapid Transit），又称中山BRT，缩写ZBRT，位于中国广东省中山市，為中山建成的快速公交系统。一期工程（利和广场——火炬公交枢纽站）设有7条路线及13个快速公交车站，2014年1月27日正式开通。二期工程（城轨中山北站 ↺ 城轨中山北站）暂有2条路线及位于康华路上的3个快速公交车站，皆于2019年12月28日开通。

## 概况

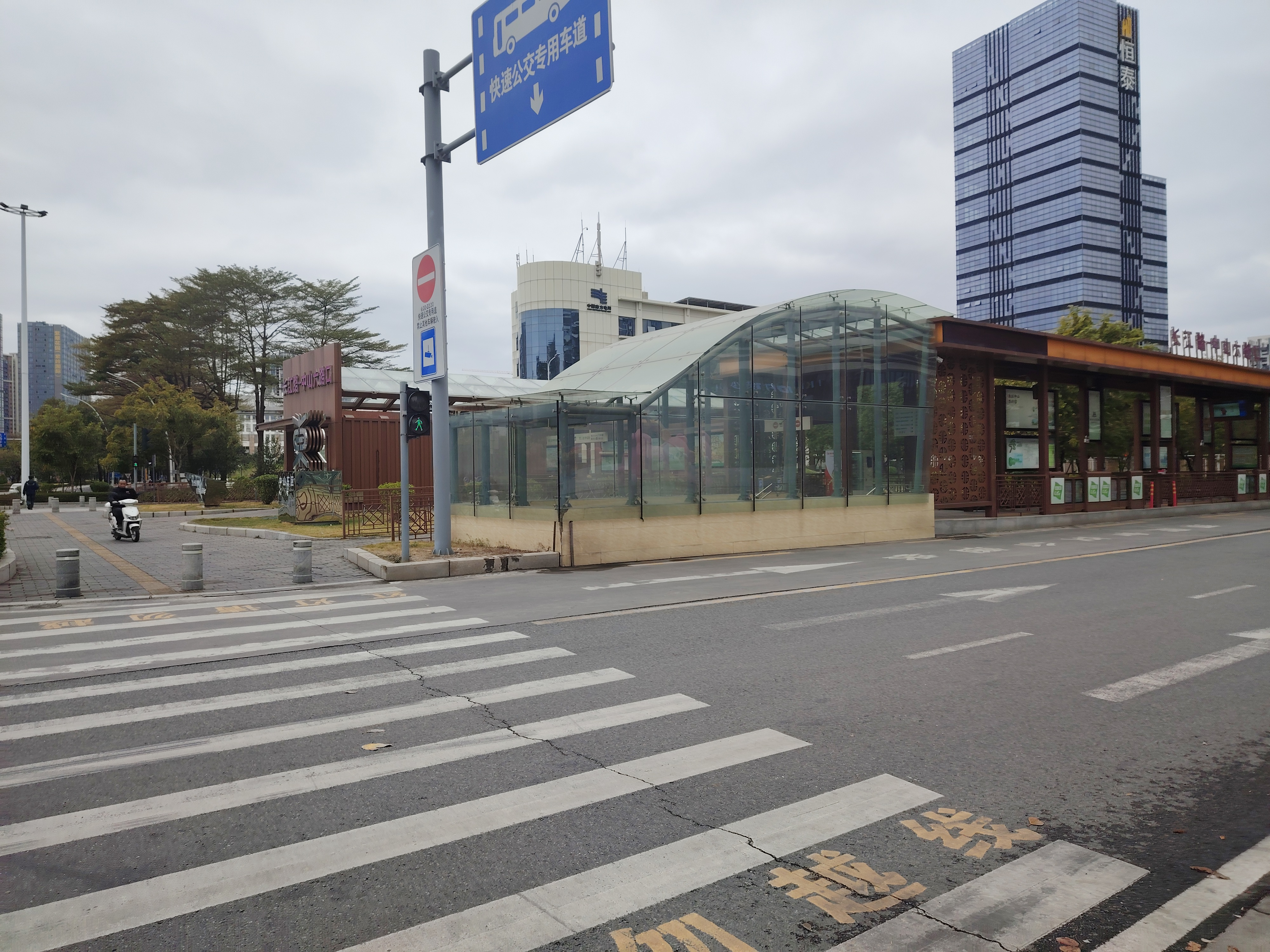
中山BRT的专线换乘站—长江路—中山六路站

中山快速公交其营运、管理由中山公交集團公共汽车分公司快速公交车队负责，主要是负责快速公交营运系统的统一调度和管理工作。
一期主线（利和广场—火炬公交枢纽站）呈东西走向，系统全长12.6公里。一期工程贯通中山三路-中山四路-中山五路-中山六路-江陵路-环茂一路-康乐大道公交走廊。
二期环线（城轨中山北站 ↺ 城轨中山北站）呈环线走向，系统全长30千米。二期工程贯通民科西路-翠沙路-翠景道-博爱路-长江路-康华路-东明北路-民科西路公交走廊。目前已开通康华路沿线的三个站点。
一期工程（示范线）和二期工程（环线）的换乘站为天奕国际广场站——长江路中山六路站（见参考资料11）。

## 历史
- 2011年，中山市人大十三届六次会议上，中山《政府工作报告》提出：实施“交通先行再先行，公交优先再优先”的交通基础设施发展战略。[1]
- 2011年3月，中山市启动《中山公共交通发展战略》研究，历经7个月的深入调研，《中山市公共交通发展战略》通过国家级专家评审，其中提出构建“一环、二交叉、三横、四纵、五辅”的快速公交骨干网络。
- 2012年3月，由中山市人民政府组织的考察团前往上海和常州考察两座城市的公交发展模式。尤其在常州考察期间，常州快速公交模式给予计划建设BRT（即快速公交系统）的中山诸多启示。[2]
- 2012年4月，十四届五次市政府常务会议研究同意实施《中山市公共交通发展战略》。[3]
- 2013年5月31日，中山市快速公交系统示范线工程可行性研究通过评审，随即开展设计、报建等相关工作。
- 2013年10月21日，快速公交示范线工程动工，工期90天。[4]
- 2014年1月27日上午9点30分，首班试运营的快速公交车发车。同日，中山快速公交开通主线B1路（利和广场-火炬公交枢纽站），及附属支线B10路（中山汽车总站-市博览中心），B11路（人民医院-城轨中山站），B12路（城轨中山站-火炬公交枢纽站）。[5]
- 2014年7月18日，开通支线B13路（大岭-东利）、B15路（利和广场-中山树木园），优化调整支线B11路（人民医院-城轨中山站）为（中仪花园-城轨中山北站），调整主线B1路、支线B10路和支线B12路首末站时间。[6]
- 2015年10月2日，开通支线B17路（博爱医院正门-中山港客运码头），成为中山首条以双层巴士营运的线路。[7]
- 2016年5月28日，开通支线B16路（城南客运站-英联时代广场）。[8]
- 2019年初，中山BRT二期开始动工。
- 2019年12月28日，中山BRT二期首两条线路——B20路（博览中心-城轨中山北站）及B25路（城轨中山站-市中医院）正式营运。[9]
- 2020年3月，中山BRT所有非纯电动配车全数更换为比亚迪BYD6101LGEV5（K8BA）和比亚迪BYD6122LGEV2（K9KA），完成BRT系统的全面电动化。
- 2020年4月9日，中山日报官方微信公众号发布了中山快速公交二期工程——中山环线快速公交工程的建设进展：东半环将于今年年内建成，增加6座车站并开通，而且站台的种类也将增加。[10]
- 2020年9月8日，中山日报官方微信公众号对外宣布——中山环线快速公交东半环工程已经完工。[11]

## 车队
中山快速公交的現役车队（凡是可行駛BRT路線的皆列出于此，因為實際車輛調度，不一定全數投入快速公交线路运营）包括：

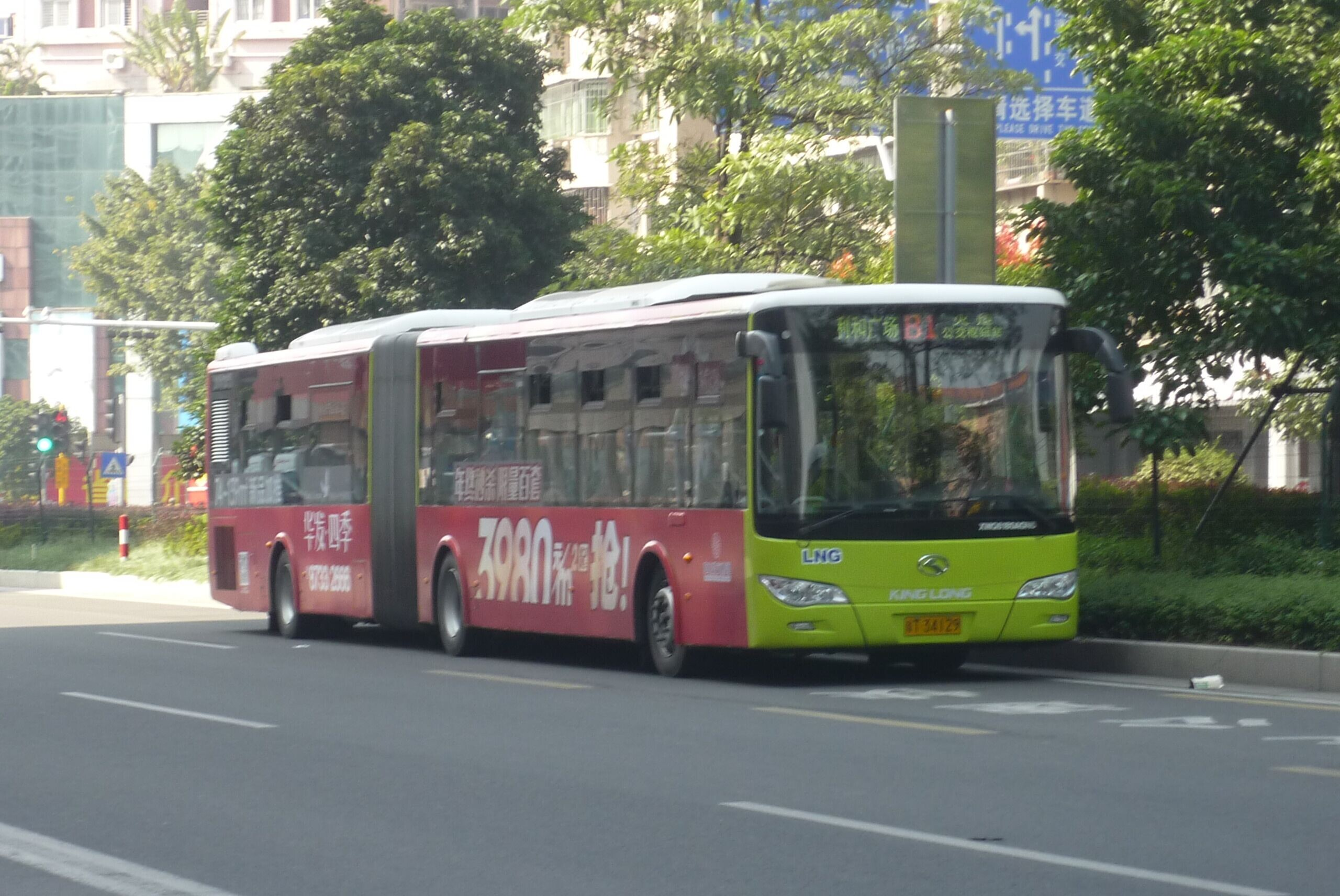
一辆行驶中的中山B1路BRT公交，车型为大金龙XMQ6180AGN5

- 比亞迪BYD6101LGEV5  120辆
- 比亞迪BYD6122LGEV2  50辆
- 比亚迪BYD6101LGEV11  100辆
- 顺达HA6850BEVB3  250辆
- 顺达HA6120BEVB11  50辆

## 乘坐方式
乘客可通过斑马线或地下人行通道进入和离开站台，在BRT通道内需要在站台投币或使用中山通刷卡进站，一票制2元/人次，使用中山通IC卡实施中山市政府规定的票价优惠政策。进入站台后按指引在指定闸口候车，在快速公交系统内同站台内均可免费换乘任意方向其他路线。不参与该系统营运的公共汽车路线则保留在道路两侧公共汽车站点停靠，不进入专用通道行驶。其他细则与普通公共汽车无异。火炬公交樞紐站較為特別，如乘搭另一方向路線，需下车後再付費進入站台。

## 车站
（以下各种类型站台效果图见参考资料10）
——————————
一期工程（利和广场——火炬公交枢纽站）自西向东方向分别设13座车站，站台設有免費無線上網及即時到站顯示屏。一期工程所有车站进站方式是地面斑马线，站台种类均为路中岛式“一”型站台。
| 车站 (所在路段)                                                     | 英文站名 The English Translation                                                                                      | 路線              | 区域   |
| ------------------------------------------------------------------- | --- | ----------------- | ------ |
| 利和广场 (中山三路)                                                 | Lihe Plaza | B1、B10、B15、B16 | 中山市 |
| 库充 (中山四路)                                                     | Kuchong | B1、B10、B11、B16 | 中山市 |
| 农商银行东区支行（亨尾） (中山四路)                                 | Eastern Branch of ZSRC (Hengwei)                                                                                      | B1、B10、B11、B16 | 中山市 |
| 中山日报 (中山五路)                                                 | Zhongshan Daily | B1、B16、B17      | 中山市 |
| 英联时代广场 (中山五路)                                             | Yinglian Times Square                                                                                                 | B1、B16、B17      | 中山市 |
| 天奕国际广场                                                        | Tianyi International Plaza                                                                                            | B1、B17           | 中山市 |
| 领秀城 (中山六路)                                                   | Leshow | B1、B17           | 中山市 |
| 陵岗 (江陵西路)                                                     | Linggang | B1、B12、B17      | 中山市 |
| 大岭 (江陵西路)                                                     | Daling | B1、B12、B13、B17 | 中山市 |
| 江陵东路                                                            | Jianglingdong Road | B1、B17           | 中山市 |
| 环茂一路 〔因中山二环快速路建设需要，本站于2020年4月1日起临时关闭〕 | Huanmao No.1 Road 〔Temporarily closed due to the construction of Zhongshan 2nd Ring Expressway since April 1, 2020〕 | B1、B17           | 中山市 |
| 康乐大道                                                            | Kangle Road | B1、B17           | 中山市 |
| 火炬公交枢纽站 (康乐大道)                                           | Huoju Bus Hub | B1、B12           | 中山市 |

——————————
二期工程（城轨中山北站 ↺ 城轨中山北站）已开通康华路上的3座车站，站台设有免费中山公共WIFI和即时到站显示屏。
（站点名称→(所在路段)→站台种类→进站方式→此站停靠线路）
- 石岐区办事处➞(康华路)➞路中岛式“一”型站台➞地下人行隧道➞B20、B25
- 康华路-富康路口➞(康华路)➞路中岛式“一”型站台➞地下人行隧道➞B20、B25
- 康华路-起湾道口➞(康华路)➞路中岛式“一”型站台➞地面斑马线➞B25

## 路线
一期主线（利和广场——火炬公交枢纽站）具体路线采用1条主线及8条支线，其中主线从利和广场至火炬公交枢纽站，全程走BRT通道，其余的支线（命名为B1*）为部分路段行走BRT通道。所有行经BRT的巴士线统一以“B”字开头。

| 编号       | 编号 | 线路及运营时间                | 线路及运营时间 | 线路及运营时间              | BRT通道内停站       | BRT通道内停站 | BRT通道内停站       | 运营商   | 备注       |
| ---------- | ---- | ----------------------------- | -------------- | --------------------------- | ------------------- | ------------- | ------------------- | -------- | ---------- |
|            | B1   | 利和广场 6:30–22:30           | →              | 火炬公交枢纽站 6:00–22:40   | 利和广场            | 13站 ⇄        | 火炬公交枢纽站      | 中山公汽 |            |
| ←          | B1   | 利和广场 6:30–22:30           |                | 火炬公交枢纽站 6:00–22:40   | 利和广场            | 13站 ⇄        | 火炬公交枢纽站      | 中山公汽 |            |
|            | B10  | 中山汽车总站 6:00–22:30       | →              | 博览中心东 6:00–22:00       | 利和广场            | 3站 ⇄         | 农商银行东区支行    | 中山公汽 |            |
| ←          | B10  | 中山汽车总站 6:00–22:30       |                | 博览中心东 6:00–22:00       | 利和广场            | 3站 ⇄         | 农商银行东区支行    | 中山公汽 |            |
|            | B11  | 沙岗墟 6:00–22:00             | →              | 城轨中山北站 6:30–22:30     | 农商银行东区支行    | 2站 ⇄         | 库充                | 中山公汽 |            |
| ←          | B11  | 沙岗墟 6:00–22:00             |                | 城轨中山北站 6:30–22:30     | 农商银行东区支行    | 2站 ⇄         | 库充                | 中山公汽 |            |
|            | B12  | 城轨中山站 6:00–22:00         | →              | 火炬公交枢纽站 6:30–22:30   | 陵岗/火炬公交枢纽站 | 2+1站 ⇄       | 大岭/火炬公交枢纽站 | 中山公汽 |            |
| ←          | B12  | 城轨中山站 6:00–22:00         |                | 火炬公交枢纽站 6:30–22:30   | 陵岗/火炬公交枢纽站 | 2+1站 ⇄       | 大岭/火炬公交枢纽站 | 中山公汽 |            |
|            | B13  | 公共汽车城东站场 6:00–22:00   | →              | 东利民族工业园东 6:50–22:50 | 陵岗                | 2站 ⇄         | 大岭                | 中山公汽 |            |
| ←          | B13  | 公共汽车城东站场 6:00–22:00   |                | 东利民族工业园东 6:50–22:50 | 陵岗                | 2站 ⇄         | 大岭                | 中山公汽 |            |
|            | B15  | 火炬公交枢纽站 7:00–19:00     | ↺              | 火炬公交枢纽站              | 火炬公交枢纽站      | 1站 ↺         | 火炬公交枢纽站      | 中山公汽 |            |
|            | B16  | 城南公交枢纽站 6:15–19:15     | →              | 英联时代广场 6:00–19:00     | 利和广场            | 5站 ⇄         | 英联时代广场        | 中山公汽 |            |
| ←          | B16  | 城南公交枢纽站 6:15–19:15     |                | 英联时代广场 6:00–19:00     | 利和广场            | 5站 ⇄         | 英联时代广场        | 中山公汽 |            |
|            | B17  | 新安村（金钟水库） 6:30–21:00 | 非节假日 →     | 中山港客运码头 6:30–21:00   | 中山日报            | 3站 →         | 长江路-中山六路口   | 中山公汽 |            |
| 非节假日 ← | B17  | 新安村（金钟水库） 6:30–21:00 | 2站 ←          | 中山港客运码头 6:30–21:00   | 中山日报            | 英联时代广场  |                     | 中山公汽 |            |
|            | B18  | 五桂山职业教育园区 6:30–19:00 | →              | 利和广场 6:30–19:00         | 利和广场            | 1站 ⇄         | 利和广场            | 中山公汽 | 合并原 031 |
| ←          | B18  | 五桂山职业教育园区 6:30–19:00 |                | 利和广场 6:30–19:00         | 利和广场            | 1站 ⇄         | 利和广场            | 中山公汽 | 合并原 031 |
|            | B19  | 城轨中山站 6:30–21:30         | →              | 市中医院 6:30–21:30         | 中山日报            | 4站 →         | 领秀城              | 中山公汽 |            |
| ←          | B19  | 城轨中山站 6:30–21:30         | 英联时代广场   | 市中医院 6:30–21:30         | 3站 ←               |               | 领秀城              | 中山公汽 |            |

二期环线（城轨中山北站↺城轨中山北站）贯通民科西路-翠沙路-翠景道-博爱路-长江路-康华路-东明北路-民科西路公交走廊，全长约30km，其中康华路沿线的BRT专用道及站台已于2019年12月28日投入使用。B2路及其支线均只在部分路段行走BRT通道。B2附属支线的命名规则为“B2*”及“B30”，现有8条支线。

| 编号 | 编号 | 线路及运营时间                  | 线路及运营时间                            | 线路及运营时间                  | BRT通道内停站                         | BRT通道内停站                                  | BRT通道内停站                                | 运营商            | 备注   |
| ---- | ---- | ------------------------------- | ----------------------------------------- | ------------------------------- | ------------------------------------- | ---------------------------------------------- | -------------------------------------------- | ----------------- | ------ |
|      | B2   | 城轨中山北站 顺时针：6:00–22:00 | →                                         | 城轨中山北站 逆时针：6:05–22:05 | 石岐区办事处                          | 9站 ⇄                                          | 长江路-博爱七路口                            | 中山公汽          |        |
| ←    | B2   | 城轨中山北站 顺时针：6:00–22:00 |                                           | 城轨中山北站 逆时针：6:05–22:05 | 石岐区办事处                          | 9站 ⇄                                          | 长江路-博爱七路口                            | 中山公汽          |        |
|      | B20  | 城轨中山北站 6:30–19:00         | →                                         | 博览中心 6:30–19:00             | 石岐区办事处                          | 2站 ⇄                                          | 康华路-富康路口                              | 中山公汽          |        |
| ←    | B20  | 城轨中山北站 6:30–19:00         |                                           | 博览中心 6:30–19:00             | 石岐区办事处                          | 2站 ⇄                                          | 康华路-富康路口                              | 中山公汽          |        |
|      | B23  | 城轨中山站 6:00–22:00           | →                                         | 城南公交枢纽站 6:00–22:00       | 长江路-东湾路口/农商银行东区支行      | 2+1站 →                                        | 长江路-东湾路口/库充                         | 中山公汽          |        |
| ←    | B23  | 城轨中山站 6:00–22:00           | 2+2站 ←                                   | 城南公交枢纽站 6:00–22:00       | 长江路-东湾路口/农商银行东区支行      | 长江路-孙文东路口/库充                         |                                              | 中山公汽          |        |
|      | B25  | 市中医院 6:30–19:00             | →                                         | 城轨中山站 6:30–19:00           | 石岐区办事处                          | 3站 ⇄                                          | 康华路-起湾道口                              | 中山公汽          |        |
| ←    | B25  | 市中医院 6:30–19:00             |                                           | 城轨中山站 6:30–19:00           | 石岐区办事处                          | 3站 ⇄                                          | 康华路-起湾道口                              | 中山公汽          |        |
|      | B26  | 中山汽车总站 6:20–22:00         | →                                         | 长江水世界 6:20–22:00           | 农商银行东区支行/长江路-东江路口      | 3+1站 ⇄                                        | 英联时代广场/长江路-东江路口                 | 中山公汽 西部公汽 | 原 006 |
| ←    | B26  | 中山汽车总站 6:20–22:00         |                                           | 长江水世界 6:20–22:00           | 农商银行东区支行/长江路-东江路口      | 3+1站 ⇄                                        | 英联时代广场/长江路-东江路口                 | 中山公汽 西部公汽 | 原 006 |
|      | B27  | 沙岗墟 6:30–18:30               | →                                         | 东利民族工业园 6:30–18:30       | 康华路-长江路口                       | 3站 ⇄                                          | 长江路-孙文东路口                            | 中山公汽          | 原 027 |
| ←    | B27  | 沙岗墟 6:30–18:30               |                                           | 东利民族工业园 6:30–18:30       | 康华路-长江路口                       | 3站 ⇄                                          | 长江路-孙文东路口                            | 中山公汽          | 原 027 |
|      | B28  | 城轨中山北站 6:30–22:00         | →                                         | 万科柏悦湾 6:30–22:00           | 石岐区办事处/中山日报/长江路-东江路口 | 2+2+1站 →                                      | 康华路-富康路口/英联时代广场/长江路-东江路口 | 中山公汽          | 原 071 |
| ←    | B28  | 城轨中山北站 6:30–22:00         | 石岐区办事处/英联时代广场/长江路-东江路口 | 万科柏悦湾 6:30–22:00           | 2+1+2站 ←                             | 康华路-富康路口/英联时代广场/长江路-博爱七路口 |                                              | 中山公汽          | 原 071 |
|      | B29  | 城轨中山站 6:30–21:00           | →                                         | 人民医院 6:30–21:00             | 石岐区办事处                          | 1站 ⇄                                          | 石岐区办事处                                 | 中山公汽          | 原 011 |
| ←    | B29  | 城轨中山站 6:30–21:00           |                                           | 人民医院 6:30–21:00             | 石岐区办事处                          | 1站 ⇄                                          | 石岐区办事处                                 | 中山公汽          | 原 011 |
|      | B30  | 城轨中山站 6:30–19:00           | →                                         | 博览中心 6:30–19:00             | 长江路-中山六路口                     | 2站 →                                          | 长江路-东江路口                              | 中山公汽          | 原 007 |
| ←    | B30  | 城轨中山站 6:30–19:00           | 3站 ←                                     | 博览中心 6:30–19:00             | 长江路-中山六路口                     | 长江路-博爱七路口                              |                                              | 中山公汽          | 原 007 |